# Mubarak Bala
Mubarak Bala je nigerijský ateista a předseda Humanistické asociace Nigérie (Humanist Association of Nigeria). Bala čelil pronásledování a zatčení za to, že opustil islám a veřejně vyjadřoval ateistické názory.

## Život
Narodil roku 1984 ve státě Kano v severní Nigérii, Narodil se do rodiny učenců a jeho rodová linie sahá až k učedníkům Usmana da Fodia, zakladatele chalífátu Sokoto.

Mubarak Bala získal vzdělání v muslimské základní a střední soukromé škole, a stal se náboženským aktivistou. Při studiích na vysoké škole mimo Kano se setkával s lidmi s jinými náboženskými názory a začal pochybovat o těch svých.

Vystudoval chemii, a při studiu magisterského obor mezinárodní vztahy a diplomacie na relativně liberální Universitě Ahmadu Bello v Zarii se stal sekularistou. Opustil radikální Společnost muslimských studentů (MMS) a s přítelem založil vlastní sekulární skupinu s muslimsky nekofliktním názvem „I4E“, islám pro Zemi, islám pro svět. Názen později změnili na Mannah World. Účelem skupiny bylo sekularizovat společnost a podporovat toleranci. Organizace pořádala přednášky a distribuovala transparenty, letáky, brožury a oběžníky.

V roce 2009 se stal agnostikem.

## Vazba
Roku 2000 Nigérie přijala právo šaría a zřídila islámskou policii zvanou Hisba. V nigerijské ústavě a v mezinárodních a regionálních dokumentech, které Nigérie podepsala, jsou ale zakotvena práva na svobodu vyznání a svobodu projevu.

Podle průzkumu Pew Research Center’s Forum on Religion and Public Life z roku 2012 je 204 milionů obyvatel Nigérie téměř rovnoměrně rozděleno mezi křesťany (49,3 %) a muslimy (48,8 %), a 2 % se hlásí k jiným náboženstvím nebo se nehlásí k žádnému.

### Zatčení 2014
V roce 2014 se Bala zřekl islámu. Jeho rodina ho pak na osmnáct dní bez jeho souhlasu umístila do psychiatrické léčebny v Kanu, kde byl násilně zdrogován. Jeden lékař naznačil, že s Balou není nic v nepořádku, ale druhý lékař navrhl poruchu osobnosti a podle Balových slov mu řekl:

„Můj drahý, potřebuješ Boha, dokonce i v Japonsku mají Boha, nikdo by neměl žít bez Boha, ti, kteří to dělají, jsou všichni psychicky nemocní, popírání biblického příběhu Adama a Evy je blud, popírání historie.“
Případu se ujala Mezinárodní humanistická a etická unie (IHEU) s tím, že se domnívá, že byla porušena Balova lidská práva." Podle IHEU je „skutečným důvodem tohoto pobuřujícího a nelidského jednání to, že se Mubarak zřekl islámu a otevřeně se prohlásil za ateistu.“
4. července 2014 BBC informovala, že po medializaci případu byl Bala v souvislosti se stávkou lékařů propuštěn z nemocnice a usiluje o usmíření s rodinou. Zatím nebylo jasné, zda kvůli výhrůžkám smrtí zůstane v severní Nigérii. Následně byl opět zadržen policií.

### Zatčení 2020
Navzdory represím se Mubarak Bala rozhodl zůstat v Nigérii a převzal funkci předsedy Nigerijské Humanistické společnosti (Nigerian Humanists).

V dubnu 2020 byl v Kaduně zatčen za rouhání kvůli svému příspěvku na Facebooku a od té doby je držen bez obvinění (k červnu 2021). Vzhledem k tomu, že ho nigerijská policie údajně převezla z Kaduny do Kana, kde se uplatňuje právo šaría, a vzhledem k několika důvěryhodným výhrůžkám smrtí rostou obavy o jeho bezpečnost.

### Boj za osvobození
Leo Igwe usilovně bojuje za jeho práva a spolupracuje s několika ateistickými a humanistickými organizacemi, zejména s Humanism International a Atheist Alliance International, která má dlouhou historii kampaní sahající až k její registraci jako charitativní organizace v roce 1991 a která má poradní status OSN, participativní status Rady Evropy a zlaté hodnocení transparentnosti od Guide Star. Také nově vzniklá Mezinárodní asociace ateistů (IAA) spojila své síly, aby zvýšila povědomí a získala finanční prostředky na zaplacení Mubarakových právních nákladů, i když je třeba říci, že mezinárodní média o tomto případu většinou mlčí.

#### Mezinárodní protest

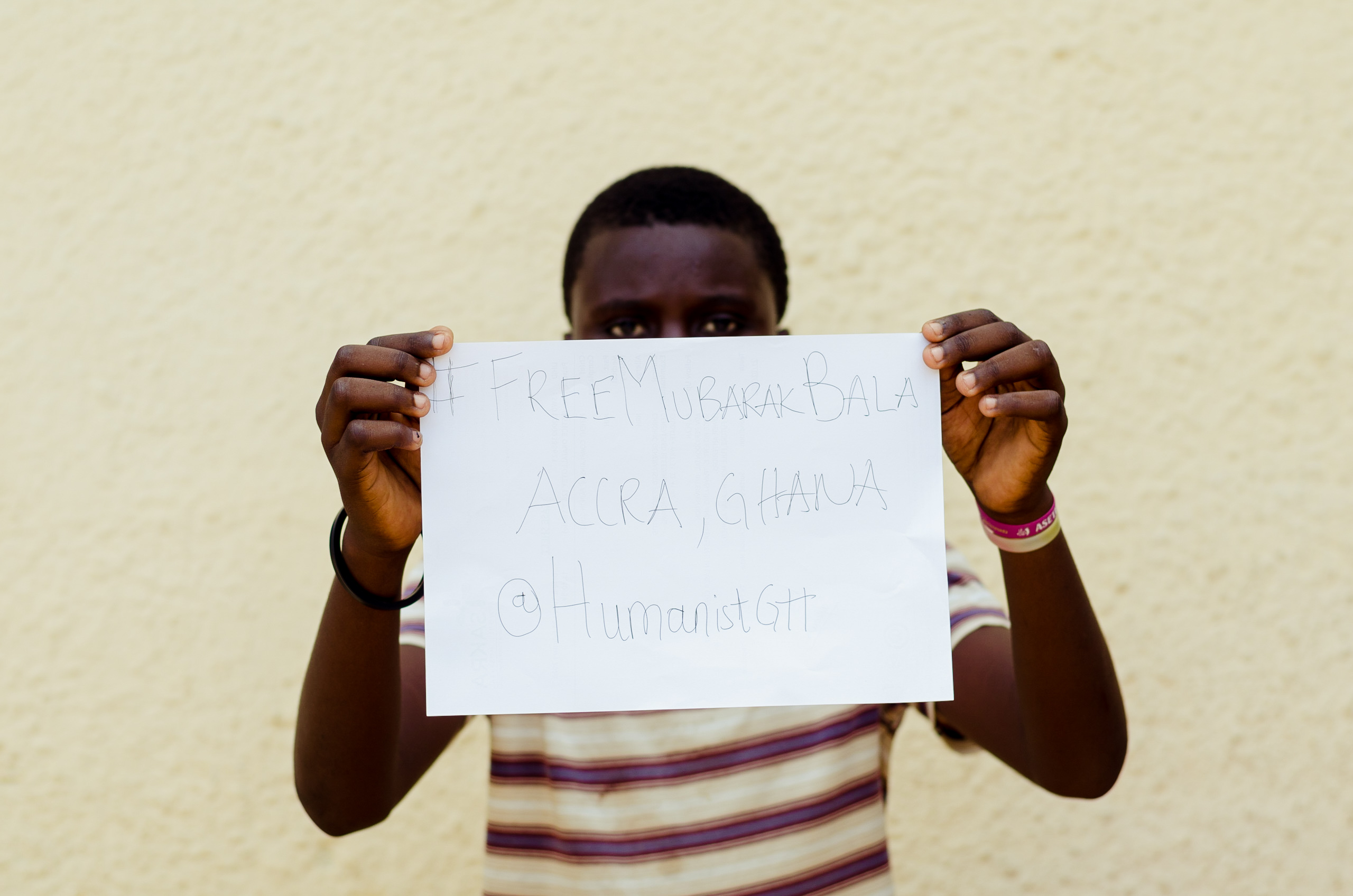
Ghanský aktivista účastnící se online kampaně #FreeMubarakBala

Zatčení Mubaraka Baly je předmětem mezinárodních protestů.
V květnu 2020 se o Mubaraka začala zajímat Komise Spojených států pro mezinárodní náboženskou svobodu (USCIRF), která začala vyvíjet tlak na nigerijskou vládu.

V dopise nigerijské vládě vyjadřuje jedenáct zástupců OSN hluboké znepokojení a zděšení nad závažným porušováním mezinárodního práva a právního státu v Nigérii v případě Mubaraka Baly. Místní policejní úřad v Kanu odepírá Mubaraku Balovi přístup k právnímu zástupci a kvůli jeho ateistickému přesvědčení mu hrozí trest smrti.
Nigerijský spisovatel a nositel Nobelovy ceny Wole Soyinka se obrací na samotného Mubaraka Balu ve výzvě u příležitosti 100. dne jeho uvěznění:

„Postavil jste se proti vlně náboženského imperialismu. Bojoval jste za celé lidstvo, abyste umožnil lepší a spravedlivější svět pro všechny. Nesnažil jste se uklidnit strážce Grálu. Nepodlehl jste nátlaku, abyste uctíval jejich neviditelná božstva.“
V dubnu 2021, rok po Mubarakově zatčení, vedoucí představitelé Humanistických organizací z Afriky, Asie, Evropy a Spojených států zaslali guvernérovi Kana petici požadující Balovo propuštění.

## Humanista roku 2020
Humanistická společnost ve Skotsku vyhlásila v lednu 2021 Mubaraka Balu Humanistou roku 2020. Cena je udělována Mubaraku Balovi jako výjimečnému bojovníkovi za humanistické hodnoty.

Tento závazek „... ho zatím stál devět měsíců ve vězení, odloučeného od manželky a malého dítěte.“